# Кизеветтер, Рафаэль Георг
Рафаэль Георг Кизеветтер (нем. Raphael Georg Kiesewetter von Weisenbrunn; 29 августа 1773, Холлешау, — 1 января 1850, Баден) — австрийский музыковед-историк.

## Биография
Рафаэль Георг Кизеветтер родился 29 августа 1773 года в Холлешау. Учился философии в Ольмюце и юриспруденции в Вене, затем занимал различные должности в австрийском государственном аппарате и при дворе.
С 1816 года устраивал в собственном доме в Вене любительские концерты, посвящённые, главным образом, вокальной музыке XVI—XVIII веков. В 1821—43 годах был вице-президентом Венского общества любителей музыки.
Большое значение имеют некоторые музыковедческие труды Кизеветтера — прежде всего, обзорные «История западноевропейской музыки» (нем. «Geschichte des europäisch-abendländischen oder unserer heutigen Musik»; Лейпциг, 1834) и «Судьба и характер светской песни от раннего Средневековья до зарождения драматических стилей и появления оперы» (нем. «Schicksale und Beschaffenheit des weltlichen Gesanges vom frühen Mittelalter bis zur der Erfindung des dramatischen Styles und den Anfangen der Oper»; 1841). Среди более частных работ Кизеветтера — «О новой греческой музыке, а также размышления о древнеегипетской и древнегреческой музыке» (нем. «Über die Musik der neueren Griechen, nebst freien Gedanken über alt-ägyptische und alt-griechische Musik»; Лейпциг, 1838), «Арабская музыка, взятая из первоисточника» (нем. «Die Musik der Araber nach Originalquellen dargestellt»; Лейпциг, 1842). В исследовании «Заслуги нидерландцев в музыке» (нем. Die Verdienste der Niederländer um die Tonkunst; Амстердам, 1829) впервые использовал термин «нидерландская школа», который отныне вошёл в обиход музыкальной науки.
Рафаэль Георг Кизеветтер умер 1 января 1850 года в городе Бадене.
Богатая коллекция старинных партитур Кизеветтера была пожертвована Венской императорской библиотеке, её каталог издан в 1847 году.